# علي بن أحمد بن منصور البركاتي
علي بن أحمد بن منصور بن أحمد الكريمي البركاتي (1301هـ-1406هـ)، مؤرخ ونسابة تولى إمرة رابغ ثم جدة.

## مولده ونشأته
ولد في 12 ربيع الأول سنة 1301هـ في قرية النويدره التي تبعد عن الحديبية (الشميسي) بأقل من كيلو ونصف متر تقريبًا. ونشأ في كنف والده أمير المدينة المنورة فأعتنى به غاية الاعتناء في تأديبه، وتعليمه، وغرس مكارم الأخلاق فيه.
علمه والده تعليمًا أوليًا على يد معلمين خصوصيين كان أحدهم يعرف بـ «الفقيه»، وكان أكثرهم من اليمن أو من المغرب، وأهم العلوم التي يتلقاها على يد الفقيه هي القرآن الكريم، وقليل من الخط والفقه، ثم يعتمد بعد ذلك على نفسه في تثقفيها باقتناء الكتب ومجالسة العلماء وحضور حلقاتهم في المسجد الحرام، وحلقات العلم الخاصة والعامة، ولقد أحب العلم والعلماء والمثقفين؛ ولقد زاد من اهتمامه بالعلم والتثقيف الذاتي ما يجده من كتب ومخطوطات قيمة لدى مكتبة أخيه دخيل الله. كما علمه والده الفروسية وركوب الخيل في سن مبكرة، وأصبح فارسًا مبرزًا حتى أنه ربما دخل السباق بفرسه جرداء دون سرج، ومن خيله الشهيرة «الكحيلة»، وكانت من سلالة خيل ابن رشيد، كما كانت له ست خيول أخرى كانت منها «الحمدانية»، و«عبية»، وغيرها.

## مناصبه
تولى إمارة رابغ وما حولها، ثم تولى إمارة جدة، وقد كان من المقربين لأمير مكة حسين بن علي الذي كان يعتمد عليه في شؤون القبائل وغير ذلك .

## وفاته
توفي في مكة المكرمة سنة 1406هـ، ودفن في مقبرة المعلاة.